# 王再天

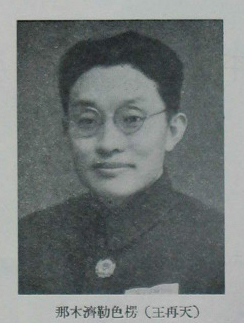
王再天，又名那木濟勒色楞

王再天（1907年12月—2006年8月5日），又名王星三，原名那木吉乐舍楞，蒙古族，哲里木盟科尔沁左翼中旗（今屬内蒙古自治區通遼市）架玛吐新河村人。中华民国大陆时期和中华人民共和国政治人物，中国共产党员。

## 生平

### 早年生涯
王再天1907年12月生于内扎萨克蒙古哲里木盟科尔沁左翼中旗的一个世代为奴的蒙古族家庭。父母给他起名叫“那木吉乐色楞”。13岁时，伯父去世，王再天被迫顶替伯父到达尔罕王府当奴隶。民国14年（1925年），王再天逃出王府，从此改用汉名“王再天”，并参加奉军。后毕业于东北陆军讲武堂炮兵科。此后先后在东北陆军炮兵司令部、鄂豫皖三省剿匪总司令部、国民政府军事委员会委员长武昌行营、西北剿匪总司令部担任副官，少校联络参谋等职务。

### 情报活动
1931年九一八事变后，王再天从事抗日救亡活动。1936年参加革命工作，同年7月加入中国共产党。他作为张学良的联络参谋，在东北军中高级将领中进行工作，并向张学良推荐了“抓蒋英雄”刘桂五等一批将领，为“西安事变”的发生作出了贡献。1936年至1939年，历任中共东北军上层工作委员会（东工委）委员、中共东北军第五十一军工作委员会委员，先后以东北军五十一军副官、参谋，第五战区第二路游击司令部参谋长的身份为掩护，在陕西、江苏、山东、河南等地从事中共地下工作。他在东北军中宣传中国共产党的抗日民族统一战线政策；参与组建统一战线形式的抗日游击队，并任参谋长；在军队中发展中国共产党的组织；还多次营救、保护中共东工委成员，借东北军的力量在日军进行的“扫荡”中保护了中共山东分局机关。
1939年其身份暴露。同年9月，王再天被中共山东分局派赴延安。1940年秋，入中共中央社会部训练班学习。毕业后，任中共中央社會部（内称“中共中央情报部”）副科长，后奉派赴陕甘宁边区政府保安处、交际处，任秘密工作负责人。在其领导下，获取了国民党特务的电报密码，并亲自成功破解，为中共领导的军队后来破译国民党军队的电讯情报奠定了基础。在延安期间，王再天参加了整风运动。
1945年抗日战争胜利后，王再天被派往中国东北，任冀热辽军区及热河省交际处处长，负责军调处承德执行小组的秘密保卫工作。1946年8月承德交际处撤销，负责护送军调执行小组的美、蒋两方代表由承德经围场、多伦，9月初到达张家口。行前，冀热辽中央分局电告晋察冀中央局王再天到张家口后向晋察冀中央局报到另行分配工作。

### 回到内蒙古
内蒙古自治运动联合会成立后，乌兰夫再三向晋察冀中央局要人，晋察冀中央局秘书长雷经天以王再天是蒙古族，并一直搞社会部工作，派其去内蒙古担任社会部部长。因内蒙古自治运动联合会社会部还未组建，王再天找雷经天要求再派副部长及处级干部。晋察冀中央局选派了杨平和肖诚随其赴任。1946年秋，中共从张家口撤退的四至五天前，王再天从解放饭店搬到自治运动联合会机关所在地与乌兰夫详谈。乌兰夫说：“社会部的工作，到贝子庙以后，首先办训练班， 解决干部缺乏的当务之急。”“我抓全面工作，事情很多。再兼军事部部长，忙不过来。希望你把军事部的工作先管起来，兼军事部副部长职务。”乌兰夫知道王再天是中央社会部调来的干部，又在部队工作过，希望王再天把军事部的工作搞好。这时的军事部人员不多，只有4、5个年轻人做具体工作，下面也没有处和科等单位。李秀山任旅长的内蒙古人民自卫军骑兵独立旅和乌力吉敖喜尔任支队长的内蒙古人民自卫军骑兵第4支队保卫察盟和乌盟西部边界。在撤出张家口前，根据中共华北野战军司令员聂荣臻的指示，联合会撤到贝子庙后，直接接受冀热辽中央分局领导，因为晋察冀中央局进入阜平老区后联系不便；其次可以直接同蒙古人民共和国联系，联合会应靠近中蒙边界一带活动，在有困难的情况下可以得到帮助。晋察冀中央局发给联合会一部电台、配有电台台长刘子义及一名报务员、一名译电员。这是联合会第一部可以同上级直接联系的电台。1946年9月23日，乌兰夫、刘春、奎璧、王铎、王再天等带领少数机关干部、机要人员、电台、文书档案等，分乘三辆大卡车、一辆小汽车撤出张家口，途经太仆寺左旗、化德、东苏尼特、西阿巴嘎等，次日到达贝子庙。杨平任锡察工委委员、工委社会部长。肖诚任锡察工委社会部副部长，1947年1月关起义牺牲后，带领一批干部到察盟工作，任察盟工委副书记兼社会部长、公安处长。1948年12月7日察盟分会主任苏剑啸、肖诚一行25人在返回察盟途中，在沙布日台（今阿巴嘎旗境内）与胡图凌嘎率领的数百名匪徒遭遇，激战一天后苏剑啸、肖诚等17人牺牲。
1947年，内蒙古自治政府成立，王再天为自治政府的成立做了大量工作。先后出任内蒙古自治政府委员兼政府办公厅厅长，内蒙古共产党工作委员会委员、常委、社会部长，内蒙古军区副司令员。1948年底，兼任内蒙古剿匪总指挥，奉命在锡林郭勒盟、察哈尔盟草原指挥部队剿匪，在国民党軍隊攻打中共领导下的锡林郭勒盟、察哈尔盟领导机关所在地的情况下，指挥仅有的警卫队及机关工作人员，设“空城计”應戰，随后调部队成功出擊。
1949年10月，王再天作为代表出席了中国人民政治协商会议第一届全体会议。
中华人民共和国成立后，王再天历任中央人民政府民族事务委员会委员，中共中央内蒙古分局委员、常委、统战部长兼纪律检查委员会书记，内蒙古军区副司令员（主持日常工作），内蒙古自治区人民政府委员、政法委员会主任兼公安部长，内蒙古人民检察署检察长，内蒙古公安部队司令员、政治委员。1954年至1967年，担任内蒙古自治区政府副主席，同时还兼任政府外事办公室主任、治沙委员会主任、边防委员会主任。1960年至1967年，担任中共内蒙古自治区党委书记处书记，同时兼任党委政法小组组长、人民武装委员会主任等职务。
其间，1951年王再天出席全国公安会议。同年赴蒙古人民共和国参加蒙古国庆30周年庆祝活动，此为中华人民共和国成立后派出的第一个的国家级代表团。1956年，王再天作为中央代表团副团长（团长为陈毅）赴西藏参加西藏自治区筹备大会。
文化大革命期间，王再天卷入“内人党事件”，在《内蒙古自治区革命委员会关于“内蒙古人民革命党”叛国案件的报告》中被列为乌兰夫集团成员，遭到迫害及打击，先后被停职、关押。中共十一届三中全会后，王再天任内蒙古政协党组副书记、副主席，任内协调解决了大量历史遗留问题。
王再天70岁开始“扫诗盲”、练书法，后成为中国书法家协会会员。1985年，王再天离职休养。
他是中国人民政治协商会议内蒙古自治区第四届委员会党组副书记、副主席，全国政协第一届全体会议代表，第一、二、三届全国人大代表，中国共产党第八次全国代表大会代表，第五届全国政协常委，曾获二级独立自由勋章、一级解放勋章。
2006年8月5日，王再天病逝，享年99岁。